# Tyulenovo
Tyulenovo (em búlgaro:  Тюленово, historicamente em romeno:  Calacichioi, em turco:  Kalaç-Köy) é uma vila e um resort litorâneo situado n norte da costa da Bulgária no Mar Negro, é parte de municipalidade de Šabla, Dobrich (província).

## Nome
"Tyulenovo" significa "Vila das focas" em língua búlgara, mas as focas não foram vistas na área desde a década de 1980. A história de sua aparição aí é quase tão embaçada quanto o sua desaparecimento. Há rumores de que  Rainha Maria da Roménia que tinha um palácio de verão na cidade vizinha de Balčik lançou nessa áre uma parelha dessas focas que ela criou há vários anos.
Seus nomes durante o domínio otomano e depois no domínio romeno foi  Kalaç-Köy  (com o significado de "aldeia da espada" ) e Calacichioi, respectivamente.

## História
O assentamento foi fundado na era antiga da história, provavelmente pelos antigos Trácios e depois fez parte do [[Império Romano], [[Império Búlgaro] e Império Otomano.

## Vila
Tyulenovo pode ser alcançada tomando-se a antiga estrada à beira-mar partindo de Kavarna passando pela costa rochosa, através da estância balnear de [Rusalka]] (nome oriundo da mitologia eslava) e da aldeia de Kamen Bryag.
Existem cerca de somente 60 habitantes permanentes, mas durante o verão há cerca de 200 pessoas vivendo ali. No centro há dois pequenos hotéis, um porto de pesca e uma pequena praia. Golfinhos podem ser vistos a partir da costa e geralmente se aproximam da terra no início da manhã ou no final da tarde. As cavernas nas falésias eram usadas como moradias, e hoje em dia os mochileiros montam acampamentos dentro para hospedagem gratuita. Há também uma grande praia de areia em Bolata, a menos de 2 km de Tyulenovo.
Mais adiante, no caminho à beira-mar, de Tyulenovo a Kamen Bryag, há um complexo megalítico chamado Monastérios Rochosos (em búlgaro:   Скални Манастир). Os megalitos consistem em túmulos esculpidos na rocha e pedras de sacrifício usadas pelo antigo culto do Sol. Mais informações sobre toda a área podem ser encontradas no centro turístico na aldeia de Balgarevo, onde os artefatos recentemente descobertos do assentamento Eneolítico de Durankulak, pertencentes a uma das primeiras civilizações do mundo, também estão em exibição.
Tyulenovo também é famoso pelo fato de que, em 31 de maio de 1951, o primeiro campo petrolífero na Bulgária, o chamado campo de petróleo Tyulenovo, foi descoberto ali. Muitas das brocas de perfuração ainda estão espalhadas na vizinhança.